# Sidi Khellil
Sidi Khellil est une commune de la wilaya d'El M'Ghair  en Algérie.

## Géographie

### Situation
Le territoire de la commune de Sidi Khellil est situé au nord-ouest de la wilaya. (à vérifier)
|        | El M'Ghair   |                              |
| Tendla | Sidi Khellil | M'Naguer (wilaya de Ouargla) |
|        | Tendla       |                              |

### Localités de la commune
La commune de Sidi Khellil est composée de deux localités :
- Aïn Cheikh
- Sidi Khellil